# Blazegitter
Blazegitter (von engl. to blaze = funkeln), auch Echelettegitter genannt (nach franz. échelle = Stufenleiter), sind spezielle optische Gitter. Sie sind so optimiert, dass die Beugungseffizienz für eine bestimmte Beugungsordnung maximal wird. Dazu wird möglichst viel Intensität in einer gewünschten Beugungsordnung konzentriert, in den übrigen Ordnungen (insbesondere der nullten) hingegen minimiert. Da sich dies nur für jeweils eine Wellenlänge exakt erreichen lässt, wird stets angegeben, für welche Blaze-Wellenlänge das Gitter optimiert („geblazed“) ist. Neben der Blaze-Wellenlänge und der Beugungsordnung ist der Blazewinkel die dritte charakteristische Größe eines Blazegitters.

## Blazewinkel
Wie alle optischen Gitter besitzen auch Blazegitter einen konstanten Gitterlinienabstand {\displaystyle d}, welcher die Stärke der vom Gitter verursachten Wellenlängenaufspaltung bestimmt. Die einzelnen Gitterlinien weisen jedoch einen dreieckigen Querschnitt in Sägezahnform auf, wodurch sich eine Stufenstruktur ergibt. Die Stufen sind dabei um den sogenannten Blazewinkel {\displaystyle \theta _{B}} gegen die Gitterfläche geneigt. Entsprechend stehen Stufennormale und Gitternormale ebenfalls im Winkel {\displaystyle \theta _{B}} zueinander.
Der Blazewinkel wird so optimiert, dass die Effizienz für die Wellenlänge des verwendeten Lichts in der gewünschten Beugungsordnung maximal wird. Anschaulich bedeutet dies, dass {\displaystyle \theta _{B}} so gewählt wird, dass der am Gitter gebeugte Strahl und ein an der Stufe reflektierter Strahl in die gleiche Richtung abgelenkt werden. Im Allgemeinen werden Blazegitter in der sogenannten Littrow-Anordnung gefertigt.

## Littrow-Anordnung

Beugung am Blazegitter

In der Littrow-Anordnung wird der Blazewinkel so gewählt, dass der Ausfallswinkel des gebeugten Strahls dem Einfallswinkel entspricht. Für ein Reflexionsgitter bedeutet dies, dass der gebeugte Strahl zurück in Richtung des einfallenden Strahls reflektiert wird (blauer Strahl im Bild). Die Strahlen stehen dann senkrecht auf der Stufe, d. h. parallel zur Stufennormalen. Damit gilt in Littrow-Anordnung {\displaystyle \alpha =\beta =\theta _{B}}.
Die Beugungswinkel des Gitters werden durch die Stufenstruktur nicht beeinflusst. Sie werden weiterhin durch den Linienabstand bestimmt und lassen sich nach der Gittergleichung berechnen:
{\displaystyle d\left(\sin {\alpha }+\sin {\beta }\right)=m\lambda }
mit:
{\displaystyle d} = Gitterlinienabstand,
{\displaystyle \alpha } = Einfallswinkel des eingestrahlten Lichts,
{\displaystyle \beta } = Ausfallswinkel des gebeugten Lichts (Winkel wird in derselben Richtung wie {\displaystyle \alpha } genommen, sprich das rote {\displaystyle \beta } wäre in dem obigen Bild negativ, falls {\displaystyle \alpha } positiv ist),
{\displaystyle m} = betrachtete Beugungsordnung,
{\displaystyle \lambda } = Wellenlänge des Lichts.
Für die Littrow-Anordnung wird daraus {\displaystyle 2d\sin {\theta _{B}}=m\lambda }, womit sich durch Auflösen nach {\displaystyle \theta _{B}} der Blaze-Winkel für beliebige Kombinationen aus Beugungsordnung, Wellenlänge und Linienabstand berechnen lässt:
{\displaystyle \theta _{B}=\arcsin {\frac {m\lambda }{2d}}\ .}

## Geblazedes Transmissionsgitter
Blazegitter lassen sich auch als Transmissionsgitter realisieren. Dabei wird der Blazewinkel so gewählt, dass die gewünschte Beugungsordnung mit dem durch das Gittermedium gebrochenen Lichtstrahl zusammenfällt.

## Echellegitter
Zu den Blazegittern gehört auch das Echellegitter. Es zeichnet sich durch einen besonders großen Blazewinkel (>45°) aus, wodurch das Licht nicht mehr auf den langen, sondern auf den kurzen Schenkel der geblazeden Gitterlinien trifft. Echellegitter werden zumeist mit größerem Gitterlinienabstand gefertigt, jedoch für höhere Beugungsordnungen optimiert.